# 釧雲泉
釧 雲泉（くしろ うんぜん、宝暦9年（1759年） - 文化8年11月16日（1811年12月31日））は、江戸時代後期の南画家である。旅に生き、酒をこよなく愛した孤高の画人として知られる。
号の雲泉は雲仙岳に因んだ。名を就（じゅ）、字を仲孚（ちゅうふ）、通称文平、別号に、魯堂（ろどう）、岱就（たいしゅう）、岱岳（たいがく）、六石（りくせき）、磊落居士（らいらくこじ）などがある。

## 略歴

### 長崎在住時代
雲泉の30歳以前の経歴はその墓碑銘にわずかに伝わるのみである。これによると宝暦9年（1759年）に島原藩藩士の子として肥前島原野田名（長崎県雲仙市）付近に生まれる。幼少より絵を好み、いつも神社の大きな石（雲泉の手習い石）に泥を塗って竹箆で絵を描いては衣服を汚して帰ったという。10歳の頃、雲仙一乗院の小僧となるが、ここでも暇さえあれば絵を描いていたという。その後、理由は明らかでなく期間も不明であるが、父に同行し長崎に遊学し、清国人について学問と南画の画法を学び華音にも通じた。このときの師は明らかではない。以来、董源や倪瓚・王原祁に私淑するようになる。また来舶した清人画家張秋穀にも影響された。父が没すると、一人万里の旅に向い山陽道から紀伊、淡路、四国の諸国を巡り歩いた。この間に讃岐で長町竹石と知りあい交友を深めた。その後、江戸に下向し居を構える。

### 岡山在住時代
寛政3年3月（1791年）、32歳のとき十時梅厓の紹介で伊勢長島に流謫中の木村蒹葭堂を訪ねている。その後、また江戸に戻ると、予てより親交のあった備中庭瀬藩江戸家老・海野蠖斎の計らいで、蠖斎の実兄で同藩家老森岡延璋（松蔭）に紹介され、備中に赴き森岡邸に身を寄せる。同年、脱藩前の浦上玉堂や淵上旭江、梶原藍渠、後藤漆谷、長町竹石ら備前・備中・讃岐在住の文人たちと松林寺で賀宴を催して交流した。その後、約3年間は倉敷を中心に旺盛な創作活動を行う。備中長尾の小野泉蔵とも交流をもった。寛政4年（1792年）頃から、備州と京都、大坂をたびたび往来し、儒学者の頼山陽、菅茶山、皆川淇園、画家の浦上春琴、浜田杏堂らと交流。同年6月には再び蒹葭堂を訪ねている。寛政8年以降は主に備前東部を拠点としたとみられる。寛政10年（1798年）、蒹葭堂を訪ねる。

### 江戸から越後在住時代
寛政12年（1800年）、41歳のとき備州を去り大坂に移り住んだ。享和元年（1801年）、蒹葭堂を訪ねる。その後京都に赴き、享和2年（1802年）には江戸に下向し湯島天神の裏門付近に居住。儒学者の亀田鵬斎、海保青陵や篆刻家の稲毛屋山、漢詩人の菊池五山、書家の巻菱湖など多くの文人墨客と交わる。この頃に結婚したと推測される。
文化3年4月（1806年）46歳の頃、大窪詩仏とともに信越に赴く。高崎から安中を抜け碓氷峠を越えて信濃入りし、信濃川を下って越後の柏崎に至る。その途次各地で画の依頼を受けて制作をしている。詩仏は引き返したが、雲泉は旅を続け三条で秋を過ごした。その後一旦、江戸に帰り、妻子を連れて越後三条に移住し、南画の普及に尽くす。この間越後の各地を遍歴し石川侃斎、上田旭山、倉石米山、倉石乾山、行田八海などの門弟を育てている。文化5年(1808年)には燕の素封家の神保家に滞在し画作している。
文化8年(1811年)5月には、亀田鵬斎とともに中条の岡田家、吉田の酒井家に逗留し画を描いている。同年、越後出雲崎に遊び、中江杜徴と邂逅。杜徴から「画は敬服するが、もう少し書を研究するように」と諭された。浄邦寺住職菅泰峨は雲泉を大いに歓迎して画の弟子となるが、同年11月に蕎麦屋「けんどん屋」にて酒を飲むうち急死する。享年53。泰峨により浄邦寺に埋葬される。海野蠖斎の依頼を受けて亀田鵬斎が碑銘し「雲泉山人墓銘」として刻されている。

## 人物
雲泉は旅と孤独を愛し、超俗の画人として生涯を送った。几帳面である反面、はなはだ気難しく、俗物を嫌い気に入らない人物とは口も利かず、筆や杯を投げて帰らせることもたびたびあった。また冥利のためには描かなかったという。雲泉は自らを文人だと称して画人であることを隠しており、画人と呼ばれたら白眼視して返答しなかったという。酒を好み、煎茶を嗜んだ。釣りが好きで旅の途中いつも釣り竿を持ち歩いていた。異常なほど潔癖症で料理や洗濯は自ら行わないと気が済まなかったと伝えられる。

## 作風・評価
雲泉は中国南宗画を志向し続けた。山水画に名品が多く、比較的若描きのものに評価が高い。晩年の作は妙な重苦しさがあると評される。中国の画家の董源や倪瓚、張秋穀らの影響がみられ、気韻生動、筆墨淡雅で、超俗の趣を持つ。「居民に雲仙あるを説けども、邑に雲泉あるを知らず」と雲泉を敬慕した田能村竹田はその著『屠赤瑣瑣録』で嘆いている。金井烏洲『無声詩話』や森島長志『槃礴脞話』の「雲泉画譚」に雲泉の作が高く評価されている。慶応2年（1866年）刊の『南宗書画品価録』には池大雅に次ぐ一点3両の高額で売買されていたことが記されている。

## 門弟
江戸
- 金子雪操

備州
- 小橋陶復
- 壇謙蔵

越後
- 石川侃斎
- 上田旭山
- 倉石米山
- 倉石乾山
- 行田八海

## 代表作
| 作品名     | 技法         | 形状・員数     | 寸法（縦x横cm） | 所有者         | 年代      | 落款             | 備考                                       |
| ---------- | ------------ | -------------- | --------------- | -------------- | --------- | ---------------- | ------------------------------------------ |
| 緑樹濃陰図 |              |                |                 |                | 1789年    |                  | 雲泉の作で最も初期の作品で江戸で画かれた。 |
| 流渓山水図 |              |                |                 |                | 1792年    |                  |                                            |
| 山中閑居図 |              |                |                 |                | 1793年    |                  |                                            |
| 碧梧清暑図 |              |                |                 |                | 1793年    |                  | 賛:菅茶山                                  |
| 高士観漠図 |              |                |                 |                | 1793年    |                  |                                            |
| 風竹図     |              |                |                 |                |           |                  |                                            |
| 六遠図屏風 | 紙本墨画淡彩 | 六曲一隻押絵貼 |                 | 正宗文庫       | 1797年2月 | 「烟波大都督」印 |                                            |
| 秋江高閣図 |              |                |                 |                | 1799年    | 款記             |                                            |
| 層巒接江図 |              |                |                 |                | 1802年    |                  |                                            |
| 渓山清夏図 |              |                |                 |                | 1806年    |                  |                                            |
| 秋渓放棹図 | 紙本墨画淡彩 | 1幅            | 203.7x69.9      | 松岡美術館     | 1806年    |                  |                                            |
| 山水図屏風 |              | 六曲一双       |                 | 個人           | 1808年    |                  | 新潟県指定文化財                           |
| 青山飛泉図 |              |                |                 |                | 1809年    |                  | 亀田鵬斎賛                                 |
| 秋江泛舟図 |              |                |                 |                |           |                  |                                            |
| 秋江独釣図 |              | 1幅            |                 | 東京国立博物館 | 1810年    |                  |                                            |

## 註
1. ↑  亀田鵬斎撰「雲泉山人墓銘」
2. 1 2 3 4  『蒹葭堂日記』
3. ↑  『蒹葭堂日記』の解釈からこのときが初対面であることが明らかであり、従って天明8年に雲泉が木村蒹葭堂を訪れ、谷文晁に南画の指南した事実（高梨光司著『蒹葭堂小伝』）はなかったとしている。(中村（2000）p.505)
4. ↑  「山舘読書図」（個人蔵、年紀：寛政3年5月20日（1791年6月21日））に賀宴に集まった文人たちの寄せ書きが残されている（守安収ほか編集 『文人として生きる―浦上玉堂と春琴・秋琴親子の芸術』 岡山県立美術館 千葉市美術館、2016年9月23日、p.47）。
5. ↑  海保青陵『東贐』
6. ↑  森銑三「釧雲泉雑記」
7. ↑  墓銘　原漢文
8. ↑  小野達「雲泉山人歌」『招月亭詩鈔』所収
9. ↑  瀬木（2000）p.22
10. ↑  大村西崖編『雲泉遺墨集』所収　仿古書院、大正12年
11. ↑  松岡美術館編集・発行 『日本画名品選』 2006年10月20日、p.44。
12. ↑  山水図釧雲泉筆六曲屏